# Sidney Catlett

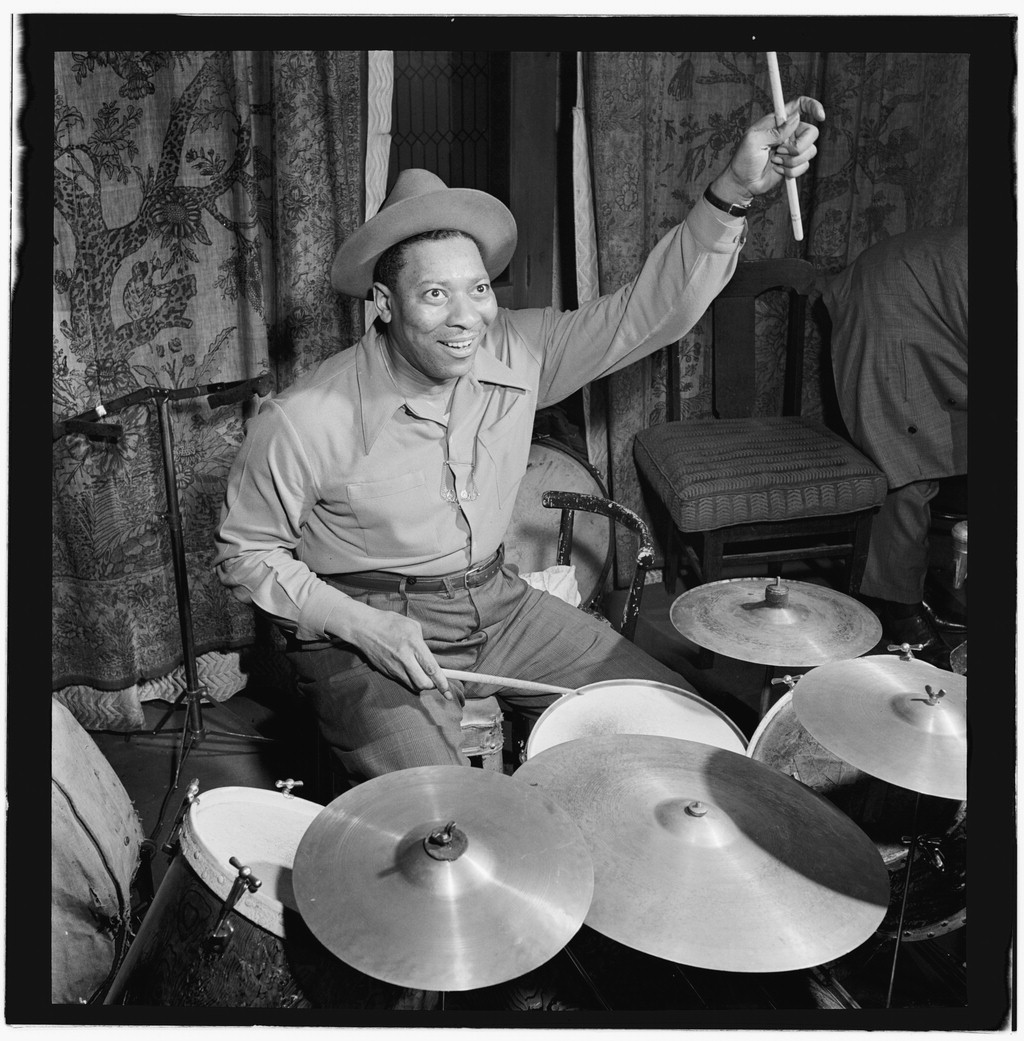
Sid Catlett, New York City, ca. März 1947.
Fotografie von William P. Gottlieb.

Sidney Catlett (* 17. Januar 1910 in Evansville, Indiana; † 25. März 1951 in Chicago, Illinois), aufgrund seiner Körpergröße Big Sid Catlett genannt, war ein afroamerikanischer Schlagzeuger im Jazz. Er war „einer der swingendsten, aber auch einflussreichsten und technisch-solistisch versiertesten Schlagzeuger der Jazzgeschichte“ (Martin Kunzler).

## Biographie
Sid Catlett lernte in Chicago Klavier und wechselte danach zum Schlagzeug. Mit 18 Jahren begann seine Karriere 1928 gemeinsam mit Darnell Howard. 1930 zog er mit Sammy Stewarts Orchester nach New York City und arbeitete u. a. mit Elmer Snowden (1931/32), Benny Carter (1932/33), den Chocolate Dandies, bei McKinney’s Cotton Pickers (1933–34) und dem Jeter-Pillars Orchestra (1934–35), bei Fletcher Henderson (1936), Don Redman (1936/37) und Louis Armstrong (1938–1942). 1941 wurde er in die Band von Benny Goodman aufgenommen. 1945 spielte er kurz bei Duke Ellington und gehörte danach zu Teddy Wilsons Sextett. Daneben hatte er seine eigene Band und spielte von 1947 bis 1949 für Louis Armstrongs All Stars und wurde dessen Lieblingsschlagzeuger. Als Ausnahme unter den älteren Schlagzeugern konnte Catlett den Übergang zum Modern Jazz nachvollziehen und in jedem Stil (Dixieland, Swing, Bop) mit Big Band und Combo spielen. Er spielte auch Aufnahmen mit den Chocolate Dandies den Esquire All Stars, Edmond Hall, John Hardee, Dizzy Gillespie (Town Hall, New York City, June 22, 1945), Lester Young, Coleman Hawkins, Billie Holiday, Duke Ellington und Sidney Bechet ein. Die letzten Jahre seines Lebens war er meist in Chicago, wo er bei Eddie Condon spielte, trat aber auch in New York mit John Kirby auf.
1951 bekam er eine schwere Lungenentzündung, und im gleichen Jahr starb er an einem Herzinfarkt, während er ein paar Freunde backstage bei einem Oran-Page-Benefizkonzert besuchte.

## Wirken
Sein fantasievolles und anpassungsfähiges Spiel ist in dem Film Jammin’ the Blues (1944) von Gjon Mili festgehalten. Zu Catletts wichtigsten Einspielungen gehören Eddie Condons Home Cooking und Spike Hughes’ Fanfare (1933), Fletcher Hendersons Blue Lou, Don Redmans Bugle Call Rag und Teddy Wilsons Warming Up (1938), Chu Berrys Sittin´ In (1938), Louis Armstrongs Bye And Bye (1939), Harlem Stomp und Wolverine Stomp (1940), Do You Call That A Buddy (1941), A Song Is Born, Steak Face und Boff Boff (1947), Sidney Bechets Wild Man Blues (1940), Lester Youngs Afternoon of a Basie-ite und Sometimes I´m Happy (1943), James P. Johnsons Victory Stride (1944), Dizzy Gillespies Shaw Nuff und Salt Peanuts (1945) sowie Mezzrow-Bechets House Party (1945).

## Bedeutung

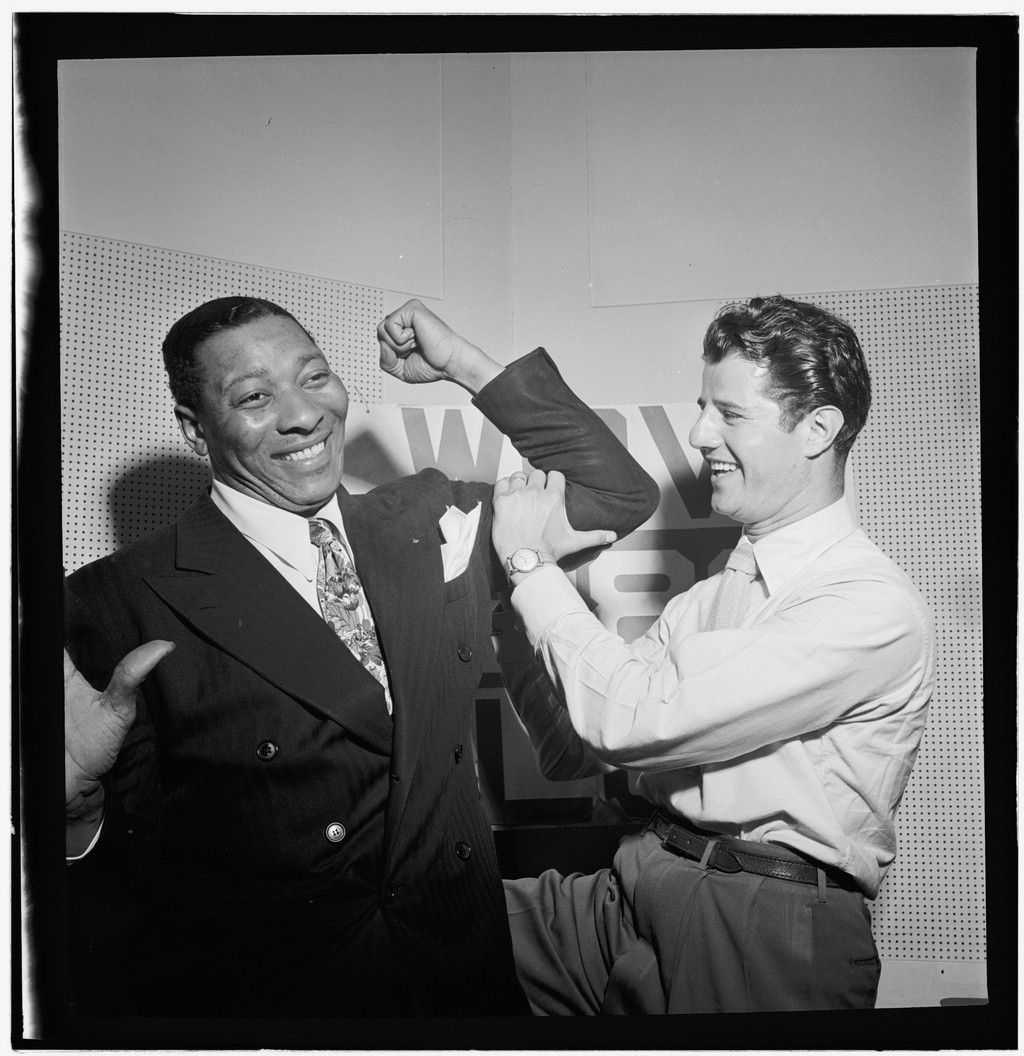
Sid Catlett (links) mit Freddie Robbins, WOV Office, New York City, ca. Juni 1947. Foto: Gottlieb

Catlett verstand bereits das Schlagzeugspiel als Improvisation  von Melodien und machte so „dem Publikum deutlich, dass Drummer auch Musiker“ sind (Kenny Washington). Kampmann hebt die melodische Qualität seiner Soli und deren logischen Aufbau besonders hervor. 1996 wurde Sid Catlett in die Big Band and Jazz Hall of Fame aufgenommen.